# Куигли, Элли
Александрия «Элли» Куигли  (англ. Alexandria "Allie" Quigley; род. 20 июня 1986 года в Джолиете, Иллинойс, США) — американская бывшая профессиональная баскетболистка. Она была выбрана на драфте НБА 2008 года под общим двадцать вторым номером клубом «Сиэтл Шторм». Два года подряд признавалась лучшим шестым игроком женской НБА (2014, 2015). Играла на позиции атакующего защитника.

## Достижения
- Серебряный призёр Евролиги: (2017)

## Личная жизнь
27 декабря 2018 года Куигли зарегистрировала брак с одноклубницей по «Чикаго Скай», Кортни Вандерслут. Брак был заключён в Сиэтле.